# Ivo Slavotínek
Ivo Slavotínek (* 31. ledna 1976 Prostějov) je český politik, od roku 2008 zastupitel Olomouckého kraje (navíc v letech 2020 až 2024 první náměstek hejtmana), od roku 2006 místostarosta města Velká Bystřice na Olomoucku, člen KDU-ČSL.

## Život
Narodil se do rodiny projektanta osvětlovací techniky a učitelky. Po absolvování Gymnázia Jiřího Wolkera v Prostějově vystudoval v letech 1994 až 1998 pedagogiku volného času na Pedagogické fakultě Univerzity Palackého v Olomouci (získal titul Mgr.).
Již od dob studií se zaměřuje na problematiku sociální péče o seniory a zdravotně postižené. V září 1998 se stal ředitelem nově zřízeného Domu pokojného stáří sv. Anny ve Velké Bystřici na Olomoucku. O něco později se do Velké Bystřice i přestěhoval. Ředitelem tohoto sociálního zařízení byl do listopadu 2006, kdy získal funkci v městské samosprávě.
Angažuje se ve Skautu, deset let vedl v Prostějově skautský oddíl. Ve Velké Bystřici pak pracuje v místní jednotě křesťanské tělovýchovné organizace Orel. Ivo Slavotínek je ženatý, má dceru Alžbětu. K jeho hlavním zájmům patří cestování.

## Politické působení
Do komunální politiky vstoupil, když ještě jako nestraník za KDU-ČSL kandidoval v komunálních volbách v roce 1998 do Zastupitelstva města Prostějova, ale neuspěl. Následně se přestěhoval do Velké Bystřice a ve volbách v roce 2006 byl již jako člen KDU-ČSL zvolen místním zastupitelem. V listopadu 2006 se navíc stal místostarostou města. V komunálních volbách v roce 2010 nejdříve obhájil post zastupitele města (byl lídrem kandidátky) a v listopadu 2010 i pozici místostarosty. Také ve volbách v roce 2014 byl lídrem strany a opět se stal zastupitelem města, v listopadu 2014 byl již po třetí zvolen místostarostou města.
V krajských volbách v roce 2004 kandidoval za KDU-ČSL do Zastupitelstva Olomouckého kraje, ale neuspěl. Krajským zastupitelem se stal až po volbách v roce 2008. Mandát ve volbách v roce 2012 obhájil jako člen KDU-ČSL na kandidátce subjektu "Koalice pro Olomoucký kraj společně se starosty" (tj. KDU-ČSL a SZ). Působí jako člen Komise pro rozvoj venkova a zemědělství. V krajských volbách v roce 2016 byl lídrem společné kandidátky KDU-ČSL a SZ v Olomouckém kraji a podařilo se mu mandát krajského zastupitele obhájit. Stejně tak ve volbách v roce 2020 z pozice člena KDU-ČSL na kandidátce subjektu „Spojenci - Koalice pro Olomoucký kraj (KDU-ČSL, TOP 09, Strana zelených, ProOlomouc)“. Na konci října 2020 se navíc stal 1. náměstkem hejtmana. Ve volbách v roce 2024 byl z pozice člena KDU-ČSL lídrem kandidátky subjektu „Spojenci24 s vámi (KDU-ČSL, TOP 09, Strana zelených, Nestraníci)“ do Zastupitelstva Olomouckého kraje. Mandát krajského zastupitele se mu podařilo obhájit, opustil však funkci 1. náměstka hejtmana.
Za KDU-ČSL také kandidoval v Olomouckém kraji ve volbách do Poslanecké sněmovny PČR v roce 2006 a v roce 2013, ale ani jednou neuspěl.